# مجنقة كهرطيسية
المِجْنَقَة الكهرطيسية أو المِجْنَقَة الكهرومغناطيسية (بالإنجليزية: Electromagnetic catapult)‏، ويسمى أيضًا نظام الإطلاق الكهرطيسي للطائرات (بالإنجليزية: Electromagnetic aircraft launch system، يُختصر إلى EMALS)‏ على اسم النظام الأمريكي المحدد، هو نوع من أنظمة إطلاق الطائرات. حاليًا، نجحت الولايات المتحدة والصين فقط في تطويره، وتُثبَّت على حاملات الطائرات من فئة جيرالد فورد [الإنجليزية] وحاملة الطائرات الصينية فوجيان. يُطلِق النظام الطائرات القائمة على الحاملات [الإنجليزية] عن طريق مِجْنَقَة يَستخدم محركًا حثيًا خطيًا [الإنجليزية] بدلاً من الكبّاس البخاري التقليدي.
تتمتع المجنقات الكهرطيسية بالعديد من المزايا مقارنة بنظيراتها المعتمدة على البخار. نظرًا لأن معدل تسارع الطائرة أكثر انتظامًا (وقابل للتكوين)، يُقلَّل الضغط على هيكل الطائرة بشكل كبير، مما يؤدي إلى زيادة السلامة والقدرة على التحمل وانخفاض تكاليف صيانة الطائرة. الأنظمة الكهرطيسية أيضًا تزن أقل، ومن المتوقع أن تكلف أقل وتتطلب صيانة أقل، ويمكنها إطلاق طائرات أثقل وأخف وزنًا من المجنقات البخارية. كما أنها تشغل مساحة أقل أسفل سطح الطائرة ولا تحتاج إلى مياه عذبة لتشغيلها، مما يقلل الحاجة إلى تحلية المياه كثيفة الاستهلاك للطاقة.

## روابط خارجية
- "Electromagnetic Aircraft Launch System – EMALS", GlobalSecurity.org
- "Electropult" نسخة محفوظة 7 September 2015 على موقع واي باك مشين.
- The electromagnetic rail aircraft launch system, Pt 1: Objectives and principles EEWorldonline.com
- The electromagnetic rail aircraft launch system, Pt 2: Implementation and issues EEWorldonline.com